# Itanium

Логотип Itanium

Itanium (произносится: Айтэниум) — микропроцессор с архитектурой IA-64 для серверов и рабочих станций, разработанный совместно компаниями Intel и Hewlett-Packard. Впервые был представлен 29 мая 2001 года.
Производство Itanium прекращено в июле 2002 года одновременно с выходом Itanium 2. В ноябре 2007 года Intel переименовала серию процессоров Itanium 2 обратно в Itanium. По состоянию на весну 2011 года процессорам присваивались четырёхзначные номера, подобно Intel Xeon.. В мае 2017 года было выпущено последнее семейство процессоров с архитектурой Itanium, предназначенное для Hewlett-Packard Enterprise.
В 2019 году Intel объявила, что производство процессоров Itanium завершится 30 января 2020 года, а поставки прекратятся 29 июля 2021 года. Это произошло в срок.

## История

### Преимущества
Itanium был специально разработан для предоставления очень высокого уровня производительности в параллельных вычислениях без увеличения частот. Ключевые преимущества архитектуры Itanium:
- Выполнение до 6 инструкций за 1 цикл.
- Выполнение двух SIMD-операций с плавающей точкой c 82-битными операндами за один цикл.
- Увеличенные вычислительные ресурсы ядра: 256 регистров (128 целочисленных, 128 вещественных) и 64 предикатных регистра.
- Большой кэш: 24 МБ у двухъядерной версии (по 12 МБ на ядро), предоставляющий данные каждому ядру со скоростью до 48 ГБ/с
- За счёт размещения в оперативной или кэш-памяти больших объёмов данных (задачи сложного анализа, Data mining) позволяет добиться прироста производительности при их обработке.
- Большое адресное пространство: 50-битная адресация физической памяти / 64-битная адресация виртуальной памяти.
- Маленькое, энергоэффективное ядро: с тех пор, как функции распараллеливания передали от Itanium к компилятору, в ядре уменьшили количество транзисторов.
- В приложениях с несколькими потоками задач (за счет истинного параллелизма) производительность их обработки может быть резко увеличена.
- Хорошо подходит для создания вычислительных систем, содержащих от 4 до 32 ЦП в сервере.

### Недостатки

#### Неудачный маркетинг
Продажи процессора оказались менее успешными, чем предполагалось. Основными причинами этому были проблемы с производительностью и малое количество оптимизированного под Merced (кодовое имя первого поколения процессоров Itanium) программного обеспечения.
В режиме IA-64 это был самый быстрый процессор для вычислений с плавающей запятой, имеющийся на рынке. В то же время в целочисленных вычислениях он лишь немного превосходил процессоры равной частоты с системой команд x86.
При выполнении неоптимизированного под Itanium программного кода для x86-систем его производительность была в 8 раз меньше, чем у x86-процессоров на той же частоте.
Программная эмуляция системы команд x86 работает быстрее, что демонстрирует Itanium 2, который показывает производительность не оптимизированного под Itanium программного кода, сравнимую с x86-процессорами на той же частоте, что не соответствовало ценам на Merced.
Выбор Itanium 2 в основном определяется доступностью приложений, и несмотря на то, что аппаратная архитектура позволяет исполнять 32-разрядные приложения, в этом случае не удастся добиться оптимальной производительности и существенных преимуществ по сравнению с более дешёвым семейством Xeon, а принимая во внимание постоянно растущую производительность и функциональность последнего, применение Itanium всё чаще становится неоправданным.
Дополнительным важным фактором стал коллапс рынка доткомов и соответствующее ему падение продаж серверов.
Итаник (англ. Itanic) — ироничное название, введённое в публикации издания The Register. Оно созвучно со словом Титаник, именующим известный затонувший гигантский трансатлантический лайнер. Архитектура IA-64 некоторыми журнальными критиками считается неудачей, которая стоила Intel и HP многих миллиардов долларов и не смогла достичь ожидаемых продаж в изначально запланированное время.

#### Технические проблемы
Главным структурным недостатком первых версий Itanium были большие задержки (латентность) СОЗУ 3-го уровня. Инженеры Intel, вероятно, надеялись, что большая пропускная способность шины нового процессора скомпенсирует этот недостаток, но задержки были настолько велики, что это действительно замедляло работу кэша вплоть до уровня, когда он был немногим быстрее ОЗУ. Из-за относительно небольшого размера СОЗУ I и II уровней (32 кБ и 96 кБ соответственно) это могло привести к повышенной нагрузке на системную шину.
Первоначально процессор планировали выпустить в 1998—1999 годах, но продолжительные задержки проекта и усилившаяся конкуренция со стороны AMD на рынке процессоров архитектуры x86 привели к тому, что Itanium устарел ещё до своего поступления в продажу. Таким образом, Itanium был неконкурентоспособным уже после выпуска в 2001 году, хотя этого могло не случиться, если бы он был выпущен двумя годами раньше, как и планировалось.

#### Сильная конкуренция
На рынке серверов начального уровня Itanium конкурирует с системами на основе AMD64 и EM64T, а на рынке высокопроизводительных серверов — с процессорами архитектуры POWER от IBM и SPARC от Sun. Некоторые распространители IA-64, например Dell и IBM, прекратили или сильно сократили поддержку архитектуры. Dell выбрал AMD64-совместимые процессоры, а IBM продолжает разрабатывать серверы на базе архитектуры POWER, в частности, на процессорах Power и PowerPC.

### Рыночные тенденции
Общая выручка от Itanium утроилась в 2003—2004, достигнув 1,4 млрд $ в 2004 году и 2,4 млрд $ в 2005. Участники англ. Itanium Solutions Alliance («Альянс решений Itanium») утверждают, что общие доходы от продаж систем на основе Itanium составляют приблизительно 58 % общих доходов от продаж Sun SPARC и приблизительно 33 % общего дохода от продаж IBM Power 2.
В ноябре 2005 года основные изготовители серверов на базе Itanium присоединились к Intel и ряду продавцов программного обеспечения, чтобы сформировать Itanium Solutions Alliance, целью которого было совместно способствовать продвижению архитектуры и ускорять процесс переноса программного обеспечения. Альянс ожидал, что до конца десятилетия его члены инвестируют $10 млрд в решения для Itanium.

## Ядра и поколения

### 2001. Itanium

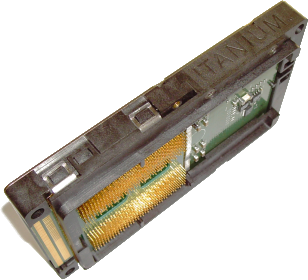
Процессор Intel Itanium

Архитектура Intel Itanium

HP и Intel начали сотрудничество в области микропроцессоров в 1989 году. HP требовался процессор следующего поколения для замены удачных серий рабочих станций и серверов, построенных на базе процессоров с архитектурой PA-RISC, и компания хотела воспользоваться достижениями и опытом Intel в разработке и производстве микрочипов.
Новый процессор должен был использовать набор инструкций с явным параллелизмом (EPIC), в котором компилятор должен выстраивать инструкции для параллельного исполнения. Были добавлены набор команд ISA (Instruction Set Architecture) и возможности для совместимости с приложениями, разработанными как для Intel x86, так и для PA-RISC. Ожидалось, что разрабатываемый процессор будет доминировать на рынке серверов, рабочих станций и, возможно, даже настольных ПК, вытеснив вездесущую архитектуру x86. Предполагалось, что конкуренты Intel, в первую очередь AMD, не смогут повторить новую архитектуру.
Первая версия процессора под кодовым именем Merced (назван в честь города вблизи Сан-Хосе, США) поступила в продажу в июне 2001 года. В отличие от всех последующих поколений, он мог производить четыре целочисленных или три вещественных инструкции за один такт.
Произведённый по 180-нм технологии с площадью кристалла в 250 мм², напряжением на ядре 2 В и тепловыделением в 150 Вт, он работал на частотах 733 и 800 МГц с частотой системной шины 266 МГц, кэш-памятью III уровня размером в 2 или в 4 МБ. Поддерживались SIMD (англ. Single Instruction Multiple Data)-инструкции MMX и SSE. Рассчитан на установку в Slot M и память SDRAM (PC 100). Стоили процессоры от 1200 $ до более чем 4000 $.

### 2002—2009. Itanium 2

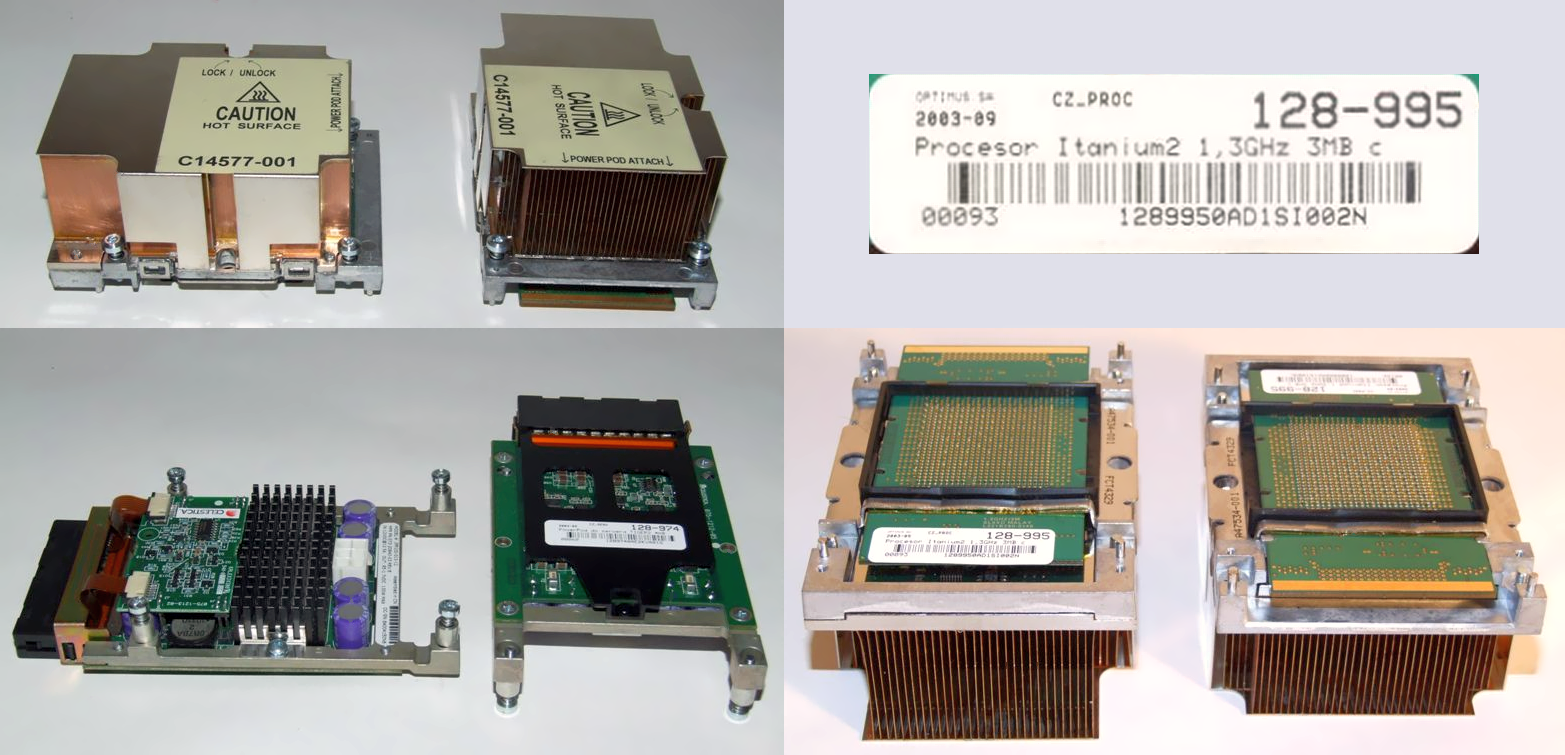
Itanium 2 в 2003

Itanium 2 представлен в 2002 году.

#### McKinley
Первый Itanium 2, получивший кодовое имя McKinley, был выпущен совместными усилиями HP и Intel. Это позволило решить многие из проблем с производительностью оригинального процессора Itanium, которые по большей части вызвала неэффективная подсистема памяти. McKinley содержит 221 миллион транзисторов, 25 миллионов из которых были для блоков логики, имеет размеры 19,5 мм на 21,6 мм (т. о. его площадь составила 421 мм²) и производился по технологическому процессу 180-нм объёмного КМОП с шестью уровнями алюминиевой металлизации McKinley, как и все последующие ядра Itanium, может производить шесть целочисленных или две (четыре при «зацеплении») вещественных инструкции за один такт.
Начиная с McKinley процессоры Itanium стали показывать конкурентоспособные производительность и тепловыделение. С проникновением на рынок постепенно улучшилась поддержка архитектуры и ПО для неё, что отразилось в значительном росте продаж, начиная с 2004—2005 годов.

#### Madison
В дальнейшем Intel и HP продолжили разработку архитектуры, результатом чего стало появление в 2003 году  значительно доработанного двухъядерного McKinley. В производстве использовался техпроцесс 130 нм, ставший базой для всех новых процессоров Itanium до выхода в июне 2006 года процессора Montecito.

Характеристики Madison:
- норма техпроцесса — 0,13 мкм,
- тактовые частоты (от) порядка 1,5 ГГц,
- кэш L3 объёмом до 6 Мб,
- размер кристалла до 374 мм²,
- количество транзисторов — до 410 млн,
- рассеиваемая мощность — до 130 Вт.

Характеристики, ожидаемые Intel от Madison, позволяли поднять производительность на 50 % по сравнению с предыдущим Itanium 2. Ожидалось, что процессоры Madison будут совместимы с чипами Itanium 2 и апгрейд систем будет достаточно экономным (Itanium 2 стоит 4226 $, первое поколение Itanium обходилось по 4227 $)
Стало известно, что на рынок будут выпущены три модификации чипа Madison, с различными тактовыми частотами и размером кэша.
Madison 9M — топовая серия процессора; Deerfield — экономичная версия чипа Madison для стоечных серверов.
Изначально Intel планировала выпустить в 2004 году процессор Montecito, но задержала его выход на год, до 2005 года, решив внести в его архитектуру изменения (новая версия должна была иметь двойное 64-битное ядро, выполненное по 0,09-микронной технологии).
Чтобы заполнить пустоту, вызванную отсрочкой выхода процессора под кодовым названием Montecito, в своем плане по выпуску процессоров Intel заявил о новом процессоре под кодовым названием Madison 9M.
Производительность Itanium 2 Madison 9M, совместимого с процессорными разъемами и чипсетами HP zx1 и sx1000 средних и старших моделей ранее выпускаемых серверов серии HP Integrity (rx7620-16, rx8620-32 и самый мощный, HP Superdome — системы с числом процессоров от 16 до 128) — 51,9 терафлопс на частоте 1,6 ГГц (против 42,7 терафлопс процессоров SGI). К середине 2005 года на платформу Intel Itanium 2 ожидался перевод серверов HP NonStop. Годовой объём рынка RISC-систем, с которыми конкурируют серверы серии HP Integrity, оценивается аналитиками IDC приблизительно в 20 млрд долл.

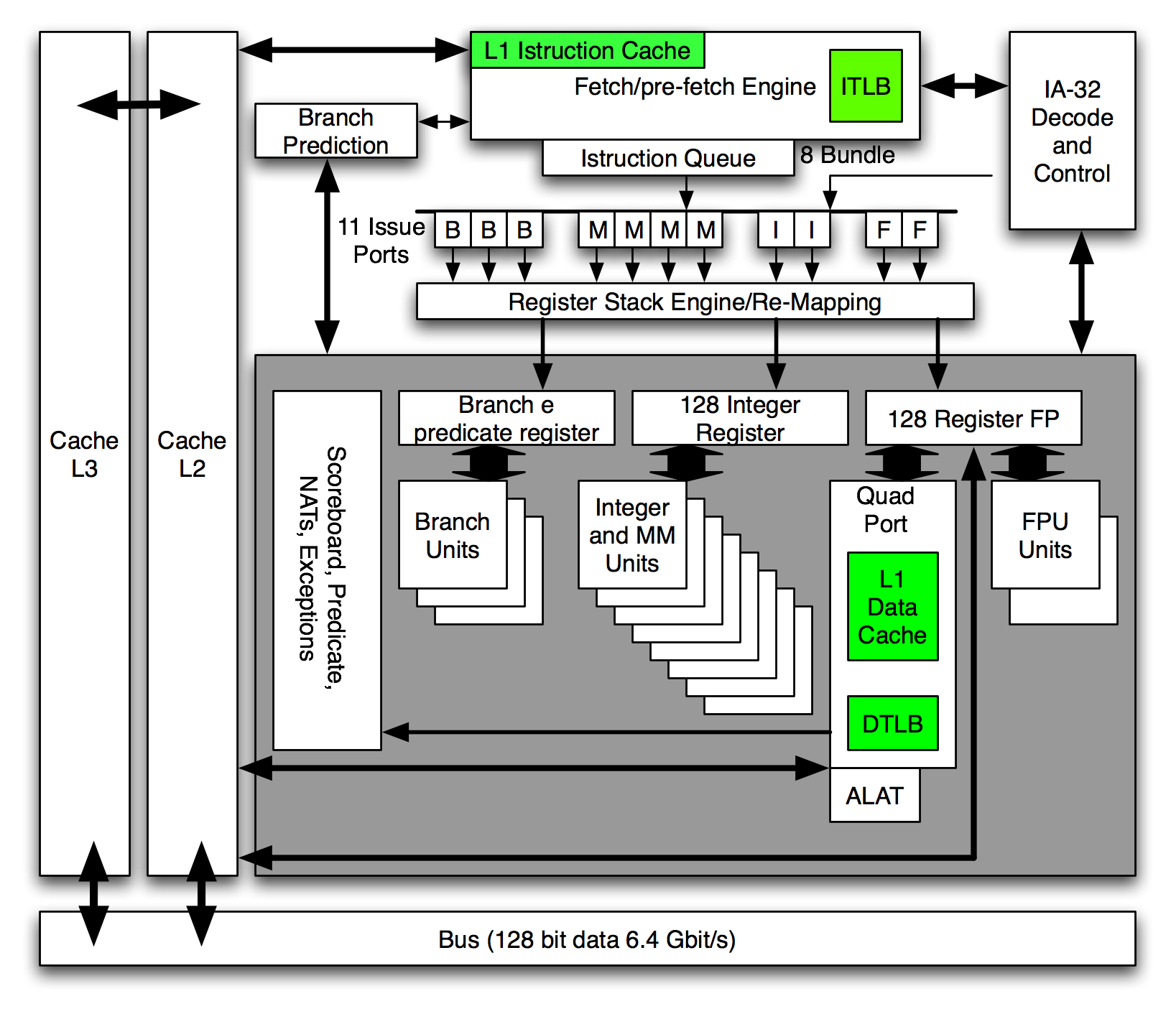
Архитектура процессора Itanium 2

Дополнительно к этой же серии планировался выпуск lower-end-решения для двухпроцессорных систем с низким номиналом питающего напряжения.
| Ядро                       | Madison               |
| Год выпуска                | 2003                  |
| Технология производства    | 0,13 мкм              |
| Количество транзисторов    | 500 млн               |
| Разрядность                | 64 бит                |
| Системная шина             | 128 бит               |
| Адресуемая память          | 16 Тбайт              |
| Набор команд               | x86, MMX, SSE, SSE2   |
| Кэш-память первого уровня  | 32 Кбайт              |
| Кэш-память второго уровня  | 256 Кбайт             |
| Кэш-память третьего уровня | 6 Мбайт               |
| Тактовая частота           | 1300-1600 МГц         |
| Частота шины               | 400 МГц (dual-pumped) |
| Разъём                     | Slot M                |
| Напряжение                 | 1,5 В                 |
| Выделяемая мощность        | 130 Вт                |
| Предельная температура     | 83 °C                 |

Заказы на Itanium 2 Madison 9M, выпускавшиеся по 130-нм техпроцессу, принимались до 16 ноября, а последние партии планировалось отгрузить не позднее 16 февраля 2008 года. При этом ОЕМ-версии были доступны до 21 мая 2010 года.

#### Montecito
Первый двухъядерный Itanium с кодовым именем Montecito, рекламировавшийся как серия Itanium 2 9000, был отгружен Intel заказчикам в июле 2006 года. Intel и её партнёры обещали увеличение производительности процессора в 2 раза, в то же время снижение энергопотребления — приблизительно на 20 % по сравнению с одноядерным предшественником,
Судя по первым опубликованным тестам производительности, похоже, что в основном эти заявления подтверждаются.
Чтобы максимально эффективно использовать более 100 миллионов транзисторов в ядре Montecito, Intel в 90-нм техпроцессе решила добавить седьмой металлический слой и технологию «растягивания кремния».
Ожидалось, что каждое процессорное ядро будет обладать своим собственным кэшем первого, второго и третьего уровня, при этом суммарный объём кэш-памяти составит не менее 18 МБ на корпус, а весь конструктив будет содержать порядка 1 млрд транзисторов.
С выпуском Montecito ожидался дебют новой технологии внутренней «распределительной» (англ. "arbiter") шины (системного общепроцессорного интерфейса с пропускной способностью до 6,4 Гб/с и производительностью до 400 млн транзакций в секунду), предназначенной для управления двумя и более процессорными ядрами в едином корпусе. По словам представителей Intel, применение такой шины позволит удвоить объём кэш-памяти, поддерживаемой каждым процессором.
Официальный план выпуска процессоров Intel включает двухъядерные процессоры следующего поколения, произведенные по 65-нм технологическому процессу (Montecito произведен по 90-нм технологии) и два будущих четырёхъядерных процессора. Стоит заметить, что один или более из этих процессоров будут произведены с использованием 45-нм технологического процесса.

#### Montvale
Выпуск серии Itanium 2 9100 (кодовое имя Montvale, ядро — Montecito, техпроцесс — 90 нм, выход на рынок ожидался в конце 2007 года, замена в 2008 году 4- и 8-ядерным Tukwila (65-нм)) Intel начала в ноябре 2007 года.
На май 2009 года был запланирован выпуск Tukwila, его наследника, но дата была снова исправлена выпуском версии для сборщиков систем, планируемым на первый квартал 2010 года.

### 2010. Itanium 9300 Tukwila
В марте 2005 года Intel анонсировал работы над новым процессором Itanium с кодовым именем Tukwila, представление которого было запланировано на 2007 год. Tukwila имеет четыре процессорных ядра и заменит шину процессора Itanium новой, Common System Interface, которая будет также использоваться процессорами Xeon Спустя год, Intel перенесла сроки начала отгрузки процессоров Tukwila заказчику на 2008 год
Серия процессоров Itanium 9300, получившая кодовое имя Tukwila, представлена 8 февраля 2010 года
Процессор производится по 65 нм технологии, содержит четыре ядра, до 24 МБ кэша на кристалле процессора, поддерживает технологию Hyper-Threading и имеет интегрированный контроллер памяти. Реализовано исправление ошибок, возникающих во время циклов обмена с памятью. Также, в процессоре Tukwila реализована поддержка новой процессорной шины QPI, что является серьёзным прорывом для построенных на базе Itanium систем. Пиковая межпроцессорная производительность составила 96 ГБ/сек, пиковая производительность подсистемы памяти 34 ГБ/сек. Совместно с QuickPath, процессор содержит интегрированный контроллер памяти и интерфейс памяти напрямую использует интерфейс QPI для прямого доступа к другим процессорам и контроллерам ввода-вывода (англ. I/O hubs). QuickPath используемый также в процессорных микроархитектурах Intel Nehalem, делая вероятным тот факт, что процессоры Tukwila и Nehalem смогут использовать один чипсет. Tukwila объединит четыре диспетчера памяти, каждый из которых через отдельные контроллеры памяти поддерживает множество модулей памяти DDR3 DIMM, подобно выходящему на рынок процессору Xeon, с кодовым именем Beckton, основанному на ядре Nehalem.
Первый в мире микропроцессор, содержащий 2 миллиарда транзисторов.
| Название                                                 | Может использоваться во встроенных приложениях? | Макс. TDP | Технология виртуализации (VT-x) | Технология Hyper-Threading | Технология Turbo Boost | Ориентировочная цена (партия — 1 000 шт.) | Статус       |
| -------------------------------------------------------- | ----------------------------------------------- | --------- | ------------------------------- | -------------------------- | ---------------------- | ----------------------------------------- | ------------ |
| Intel Itanium 9350                                       | Нет                                             | 185 Вт    | Да                              | Да                         | Да                     | 3838 $                                    | Производится |
| Intel Itanium 9340                                       | Нет                                             | 185 Вт    | Да                              | Да                         | Да                     | 2059 $                                    | Производится |
| Intel Itanium 9330                                       | Нет                                             | 155 Вт    | Да                              | Да                         | Да                     | 2059 $                                    | Производится |
| Intel Itanium 9320                                       | Нет                                             | 155 Вт    | Да                              | Да                         | Да                     | 1614 $                                    | Производится |
| Intel Itanium 9310                                       | Нет                                             | 130 Вт    | Да                              | Да                         | Да                     | 946 $                                     | Производится |
| Intel Itanium 9152M                                      | Нет                                             | 104 Вт    | Да                              | Да                         | Нет                    | Н/Д                                       | Производится |
| Intel Itanium 9150N                                      | Нет                                             | 104 Вт    | Да                              | Да                         | Нет                    | 3692 $                                    | Производится |
| Intel Itanium 9150M                                      | Нет                                             | 104 Вт    | Да                              | Да                         | Нет                    | 3692 $                                    | Производится |
| Intel Itanium 9140N                                      | Нет                                             | 104 Вт    | Да                              | Да                         | Нет                    | 1980 $                                    | Производится |
| Intel Itanium 9140M                                      | Нет                                             | 104 Вт    | Да                              | Да                         | Нет                    | 1980 $                                    | Производится |
| Intel Itanium 9130M                                      | Нет                                             | 104 Вт    | Да                              | Нет                        | Нет                    | 1552 $                                    | Производится |
| Intel Itanium 9120N                                      | Нет                                             | 104 Вт    | Да                              | Да                         | Нет                    | 910 $                                     | Производится |
| Intel Itanium 9110N                                      | Нет                                             | 75 Вт     | Да                              | Нет                        | Нет                    | 696 $                                     | Производится |
| Intel Itanium 9050                                       | Нет                                             | 104 Вт    | Да                              | Нет                        | Нет                    | 3692 $                                    | Производится |
| Intel Itanium 9040                                       | Нет                                             | 104 Вт    | Да                              | Нет                        | Нет                    | 1980 $                                    | Производится |
| Intel Itanium 9030                                       | Нет                                             | 104 Вт    | Да                              | Нет                        | Нет                    | 1552 $                                    | Производится |
| Intel Itanium 9020                                       | Нет                                             | 104 Вт    | Да                              | Нет                        | Нет                    | 910 $                                     | Производится |
| Intel Itanium 9015                                       | Нет                                             | 104 Вт    | Да                              | Нет                        | Нет                    | 749 $                                     | Производится |
| Intel Itanium 9010                                       | Нет                                             | 104 Вт    | Да                              | Нет                        | Нет                    | 696 $                                     | Производится |
| Процессор Intel Itanium 900 МГц, 1,5 МБ кэш, 400 МГц FSB | Нет                                             | 90 Вт     | Нет                             | Нет                        | Нет                    | 1299 $                                    | Производится |
| Процессор Intel Itanium 1,66 ГГц, 9 МБ кэш, 667 МГц FSB  | Нет                                             | 122 Вт    | Нет                             | Нет                        | Нет                    | 4227 $                                    | Производится |
| Процессор Intel Itanium 1,66 ГГц, 6 МБ кэш, 667 МГц FSB  | Нет                                             | 122 Вт    | Нет                             | Нет                        | Нет                    | 1980 $                                    | Производится |
| Процессор Intel Itanium 1,60 ГГц, 9 МБ кэш, 533 МГц FSB  | Нет                                             | 122 Вт    | Нет                             | Нет                        | Нет                    | Н/Д                                       | Производится |
| Процессор Intel Itanium 1,60 ГГц, 6 МБ кэш, 533 МГц FSB  | Нет                                             | 122 Вт    | Нет                             | Нет                        | Нет                    | Н/Д                                       | Производится |
| Процессор Intel Itanium 1,50 ГГц, 6 МБ кэш, 400 МГц FSB  | Нет                                             | 107 Вт    | Нет                             | Нет                        | Нет                    | Н/Д                                       | Производится |
| Процессор Intel Itanium 1,50 ГГц, 4 МБ кэш, 400 МГц FSB  | Нет                                             | 107 Вт    | Нет                             | Нет                        | Нет                    | 910 $                                     | Производится |
| Процессор Intel Itanium 1,40 ГГц, 4 МБ кэш, 400 МГц FSB  | Нет                                             | 91 Вт     | Нет                             | Нет                        | Нет                    | Н/Д                                       | Производится |
| Процессор Intel Itanium 1,30 ГГц, 3 МБ кэш, 400 МГц FSB  | Нет                                             | 97 Вт     | Нет                             | Нет                        | Нет                    | 530 $                                     | Производится |
| Процессор Intel Itanium 1,00 ГГц, 3 МБ кэш, 400 МГц FSB  | Нет                                             | 100 Вт    | Нет                             | Нет                        | Нет                    | 4106 $                                    | Производится |

### 2011
Процессоры продолжают выпускаться практически в том же составе (и цене), что и год назад; позиционирование — серверный сегмент рынка IT, многопроцессорные и двухпроцессорные системы

## 2012
В 2012 году вышел Itanium 9500 под кодовым именем Poulson. Изготовлен по 32-нм технологии, в составе семейства 4 модели, различающиеся частотой:
- 9520	1,73 ГГц
- 9540	2,13 ГГц
- 9550	2,40 ГГц
- 9560	2,53 ГГц

## 2017
В мае 2017 года была представлена серия Itanium 9700 (Kittson).
- Itanium 9720,	4 ядра,	8 потоков, частота	1,73 ГГц
- Itanium 9740,	8 ядер,	16 потоков, частота	2,13 ГГц
- Itanium 9750,	4 ядра,	8 потоков, частота	2,53 ГГц
- Itanium 9760,	8 ядер,	16 потоков, частота	2,66 ГГц

## Itanium всуперкомпьютерах

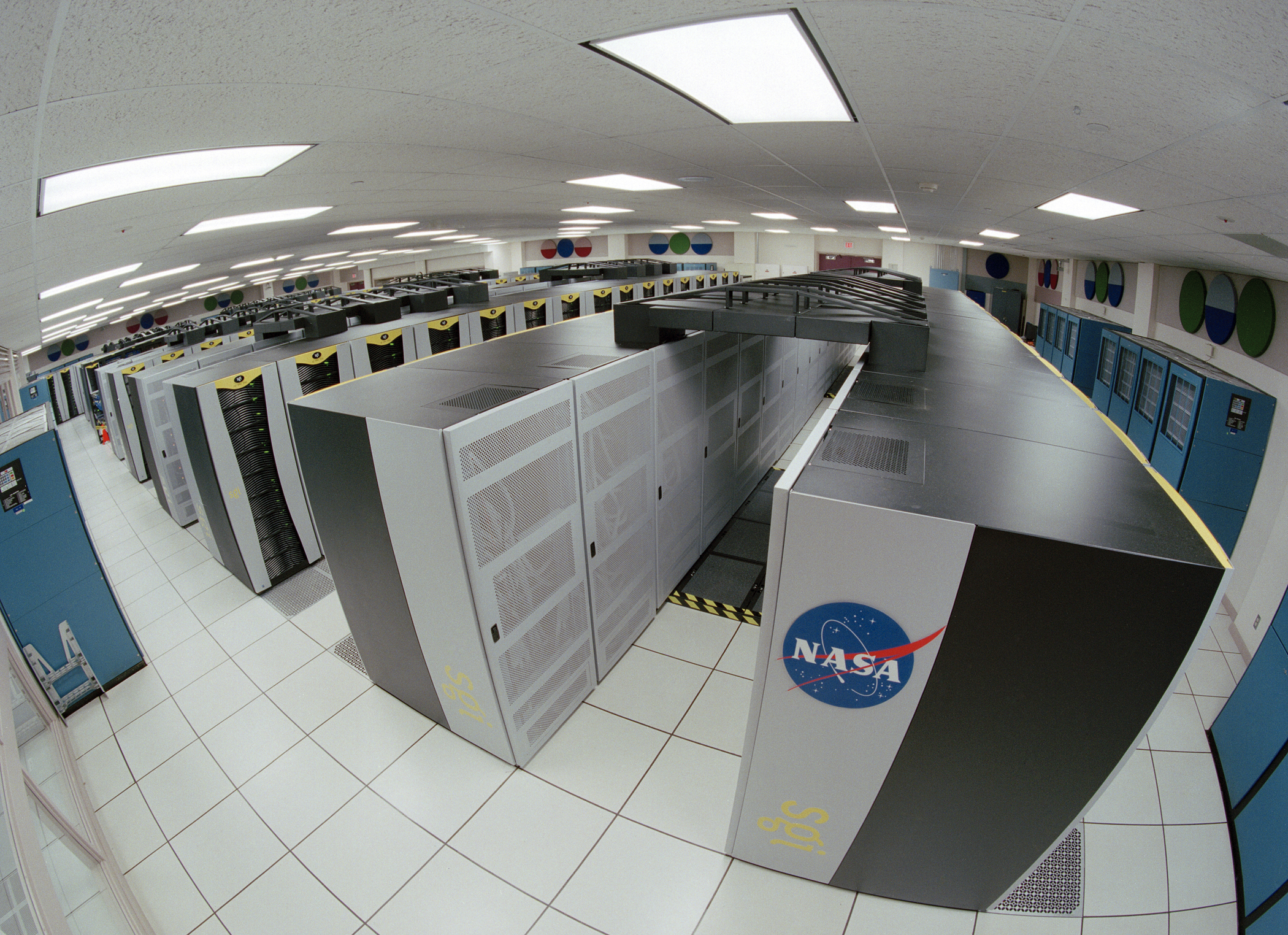
Суперкомпьютер «Колумбия»

Обновлённый суперкомпьютер Тихоокеанской северо-западной национальной лаборатории Департамента энергетики США (2000 процессоров Itanium Madison 1,5 ГГц, 7 Тб оперативной памяти, производительность 11,8 терафлопса) стоимостью 24,5 млн долларов США, используемый для проведения исследований в области химии и биологии, а также — для моделирования распространения в почве радиоактивных веществ, в 2003 году обошёл прежнего рекордсмена, Linux-кластер из Ливерморской национальной лаборатории.
Самой производительной из Itanium-систем является суперкомпьютер «Columbia», названный в честь экипажа, погибшего при крушении шаттла «Колумбия». Он установлен в NASA, и по состоянию на май 2012 года содержит 13 824 процессорных ядра и имеет пиковую производительность Rmax = 66,57 терафлопса.
Система «Columbia» была построена компанией SGI из 4 узлов SGI Altix 3700 и 4700 и работает под управлением SUSE Linux Enterprise Server 9.
В 39-м списке TOP500 самых самых производительных компьютеров (июнь 2012 года) «Columbia» остаётся единственной системой на базе Itanium и занимает 430-ю строку.

## Аппаратная поддержка
Архитектуру Itanium поддержали мировые лидеры в производстве серверов: Bull, Fujitsu, Fujitsu Siemens Computers, Hitachi, HP, NEC, SGI и Unisys. Эти производители присоединились к Intel и множеству разработчиков ПО для создания Itanium Solutions Alliance с целью продвижения архитектуры и ускорения темпов портирования ПО. Тем не менее, ведущие производители серверов, кроме Fujitsu и HP, мало или совсем не заинтересованы в развитии рынка серверов на базе Itanium. IBM и Dell которые некоторое время продавали системы на основе Itanium, больше этим не занимаются, и не особо поддерживая 64-битные чипы, предпочли продавать более простые системы, а сконцентрированная на платформах SPARC и AMD64 Sun никогда не продавала системы на основе Itanium.
В данный момент основные продавцы Itanium сосредоточены на совершенствовании многопроцессорных серверов для работы с часто обновляемыми данными в критически важных коммерческих и технических приложениях. Системы на основе Itanium часто продвигаются как открытая, стандартная для промышленности альтернатива RISC и мейнфрейм-системам, производимым IBM и Sun, хотя процессор Itanium разработан, произведён и продаётся исключительно Intel. Сегодня системы на основе Itanium начинаются с 2-процессорных серверов и blade-серверов и кончаются 512-процессорными серверами со 128 Тб общей разделяемой памяти.
Компания Platform Solutions, Inc. предлагает системы на основе Itanium, совместимые с ОС IBM z/OS (а также с GNU/Linux и Microsoft Windows). Таким образом, это первое за многие годы, произведённое не IBM аппаратное обеспечение, появившееся на рынке мейнфреймов. Компания заявляет, что с новым двухъядерным Itanium их системы могут достигнуть производительности, удовлетворяющей требованиям z/OS более, чем на 90 %.
В феврале 2003 года Hewlett-Packard анонсировала масштабируемый чипсет sx1000, который позволяет осуществлять высокоскоростной обмен данными между процессорами, устройствами ввода-вывода и памятью по 128-разрядной системной шине Itanium 2. Кроме Madison/Deerfield и Montecito, чипсет sx1000 совместим с процессорами PA-8800 и PA-8900 самой Hewlett-Packard. Максимальный размер оперативной памяти, поддерживаемой этим чипсетом, может теоретически равняться 2 Тб, а число поддерживаемых процессоров — 128. Применение — серверы Hewlett-Packard среднего и высшего уровня выпуска второй половины 2003 года. Кроме того, Николай Зезюлинский, менеджер российского представительства Hewlett-Packard по работе с партнёрами, сообщил что согласно плану компании по развитию серверных систем, Itanium станет единственным семейством ЦП и на него планируется постепенно перевести все 64-разрядные серверы.
Fujitsu, выпустившая в 2005 году с опозданием на год обещанные серверы, признаёт, что вопреки её надеждам, рынок ещё не созрел для больших систем Itanium. Они предполагают, что старшей модели (PrimeQuest 480) 32-процессорной системы, оборудованой двухъядерными Montecito, 512 ГБ памяти, 32 винчестерами и 16 портами SCSI, будет достаточно для большинства потребителей. Младшая модель той же линейки, PrimeQuest 440, имеет «всего лишь» 16 процессоров, 256 ГБ памяти, 16 винчестеров и 8 портов SCSI. Эти системы стали дополнением к уже существующим в производстве Fujitsu одно-четырёхпроцессорным серверам, которые не очень хорошо расходятся (в 2003 году, в соответствии с данными Gartner, Fujitsu отгрузила всего два сервера Itanium, затем в 2004 году продажи возросли до 233), и до сентября 2005 года, когда Fujitsu запустит поддержку SuSE Linux и Windows Server 2003 Datacenter Edition продавались только с ОС Red Hat Linux. Аппараты Fujitsu (у которых уже есть 64-процессорный сервер) сейчас идут впереди сложного Itanium-оборудования от HP..

## Программная поддержка
Сейчас Itanium поддерживается 10 операционными системами, включая Windows и различные дистрибутивы GNU/Linux и UNIX, под которыми более 8000 приложений написаны под Itanium и доступны для работы (по состоянию на июнь 2006). Intel утверждает, что в течение последних 12 месяцев доступное количество приложений выросло в 2 раза.
Поддержка архитектуры заметно улучшилась по сравнению с предыдущими годами, когда нехватка ПО была серьёзным недостатком архитектуры.
Intel предлагает бесплатный набор библиотек для программирования под Itanium.
Компанией HP разработан проприетарный программный симулятор работы процессоров архитектуры IA-64 под названием «Ski». 12 августа 2007 года Ski был выпущен под лицензией GNU GPL v2.
- Ядро Linux и многие дистрибутивы GNU/Linux работают на Itanium. Например, Debian, Red Hat Enterprise Linux, SUSE Linux Enterprise Server и версии от SGI, предлагаемые с её серверами Altix. В январе 2002 года было создано сообщество Gelato.org для поддержки и продвижения Linux на Itanium. Intel и другие члены сообщества Itanium Solutions Alliance работают над оптимизацией компиляторов для приложений под Linux.
  - В 2010 году Red Hat объявила, что прекращает поддержку архитектуры Itanium. Red Hat Enterprise Linux версии 6 вышел уже без поддержки.
- Microsoft портировала Windows XP, Windows 2000 и Windows Server 2003 на Itanium. Серверные приложения от Microsoft включают SQL Server, Operations Manager, CRM Server, IIS, Visual Studio, и .NET Framework. В последние годы было принято решение не включать поддержку Itanium в клиентское ПО или клиентские ОС (например, Windows XP) из-за того, что рынок слишком мал для возмещения затрат на портирование и поддержку. Microsoft объявила о поддержке Itanium в грядущей ОС Windows Longhorn Server (Windows Server 2008). Он планируется как процессор для таких приложений, как серверы баз данных, operations management и CRM[70]. Microsoft активно поддержала технологию Itanium в Longhorn[71],[72] и своих планах, связанных с 64-битными вычислениями, указав на то, что делит 64-битные вычисления на два направления, ориентировав решения, базирующиеся на архитектуре x64 для большинства применений, и отнеся к базирующимся на архитектуре Itanium решениям задачи сверхбольших баз данных и заказных пользовательских приложений[73],[74]
  - В 2010 году Microsoft объявила[75], что Windows Server 2008 R2 и SQL Server 2008 R2 стали последними версиям данного ПО, поддерживающими архитектуру Itanium.
- ОС HP-UX, коммерческий UNIX от HP, работает на Itanium с момента появления процессора в 2001 году.
- Поддержка OpenVMS добавлена в 2003 году.
- ОС NonStop от HP также работает на Itanium.
- Compaq портировала Tru64 UNIX на Itanium, но работы над этой ОС были прекращены после слияния с HP.
- FreeBSD работает на Itanium, начиная с версии 5.0.
- Sun разрабатывала версию ОС Solaris для Itanium, но работа над ней была прекращена в 2000 году[76]. Тем не менее, компания Transitive представила разработанный ею программный двоичный транслятор, который позволяет запускать приложения, написанные под Solaris, на серверах с Itanium под управлением Linux без каких-либо изменений исходного или объектного кода. При этом, как утверждает компания, производительность приложений, написанных под Solaris, на Itanium-системах выше, чем на самых быстрых SPARC системах.
- IBM и SCO работали над портированием AIX на Itanium в рамках проекта Монтерей, но он так никогда официально и не был представлен. Тем не менее, IBM портировала DB2 и многое другое ПО на Itanium для работы под управлением HP-UX, и, судя по заявлениям HP, работы по портированию продолжаются.
- 8 апреля 2003 года на совместной пресс-конференции компании Oracle, Hewlett-Packard, Intel и i-Teco объявили о выходе первой коммерческой версии СУБД Oracle9i, оптимизированной для работы на платформе Itanium 2. Если до этого основными направлениями применения Itanium 2 были ресурсоёмкие технические и научные расчёты, системы автоматизированного проектирования, обработка графической информации, то теперь эту серверную платформу можно использовать со множеством приложений баз данных Oracle9i, а если учесть, что вскоре выйдет коммерческая версия MS SQL Server и для Itanium 2, то речь идёт о выходе на рынок корпоративных систем.
- Запущена Oracle9i Database (версий Enterprise Edition и Standard Edition) и Oracle9i Real Application Clusters (ПО для кластеров баз данных) для моделей серверов rx2600 и rx5670 Hewlett-Packard, в распоряжении которой после рыночных слияний оказались и 64-разрядные серверы Alpha, под ОС HP-UX. Кроме того, для 64-разрядной операционной системы Microsoft Windows на серверах с Itanium 2, корпорация Oracle выпустила сервер приложений Oracle9i Application Server Release 2 (Developers Release, версия для разработчиков).
- В 2003 году закончено тестирование предварительной версии СУБД Oracle10i на серверах HP Server rx5670 оснащённых четырьмя процессорами Itanium 2 и операционными системами Red Hat Linux Advanced Server IA64 и HP-UX 11i, v.1.6, Performance Pack 64-bit.
- В 2011 году Oracle объявила[77], что прекращает поддержку архитектуры Itanium.

Сразу после выхода Itanium началось портирование некоторых приложений для работы с трёхмерной анимацией (таких, как Maya), но выпуск 64-битных систем с набором инструкций x86 оказался более привлекательным для независимых разработчиков ПО благодаря обратной совместимости с уже существовавшими x86 версиями приложений. Вследствие этого большинство начинаний по портированию на IA-64 были прекращены. Областью, в которой Itanium всё-таки доказал свою привлекательность, стали приложения для трёхмерного рендеринга. Одним из таких приложений является VG Studio Max от Volume Graphics.
Начало поставок Itanium 2 вызвало широкий отклик в отрасли. О готовности своих приложений для работы на серверах с Itanium 2 заявило около ста софтверных фирм, более 20 OEM-производителей предложили системы.